# Cirrospilus flavitibia
Cirrospilus flavitibia är en stekelart som först beskrevs av Girault 1929.  Cirrospilus flavitibia ingår i släktet Cirrospilus och familjen finglanssteklar. Inga underarter finns listade i Catalogue of Life.